# Армавир-Туапсинский
Армави́р-Туапси́нский (разг. Армави́р-2) — узловая железнодорожная станция Туапсинского региона Северо-Кавказской железной дороги, находящаяся в городе Армавире Краснодарского края. Станция ориентирована по сторонам света запад (южное направление) — восток (северное направление). С восточной стороны соединён со станцией Армавир-Ростовский (направление на Минеральные Воды) и станцией Кавказская (Ростов-на-Дону), а с западной стороны соединён со станцией Туапсе-Пассажирская (Адлер).

## История
Станция Армавир-Туапсинский была построена в начале XX века акционерным обществом «Армавир-Туапсинская железная дорога», которое основано предпринимателем П. Н. Перцовым 17.07.1908 года. Необходимость открытия нового вокзала была продиктована строительством железнодорожного ответвления из Армавира в Туапсе, со строительством порта Туапсе и соединением вдоль Черноморского побережья Кавказа до Адлера в 1925—1927 годах, с Закавказской железной дорогой (1942—1943 годы). 
Первый поезд отправился и прибыл на станцию Армавир АТЖД 31 августа 1910 г., официально дорога до Туапсе открыта 15 февраля 1915 года. Первое временное деревянное здание вокзала станции Армавир-Туапсинский было разрушено в период Великой Отечественной войны. Возведение нового вокзального комплекса начато 15 марта 1951 года по проекту «Союзтранспроекта», центральной архитектурной мастерской МПС СССР (архитектор Мирзоев), а завершено 30 декабря1951 года. Акт государственной приёмки здания от 11 июня 1952 г, который был утверждён исполкомом г. Армавира 08 января 1953 г. 
Современный вокзал по продольной оси симметричен и выглядит одинаково и со стороны путей, и со стороны привокзальной площади. Внутри здания имеются зал ожидания, билетная касса, справочное бюро, камера хранения и информационные стенды. В 2020 году проведена модернизация санитарных помещений, перронный туалет закрыт 1910 года постройки, но сохранён, а на месте бывшей кухни ресторана, его площадях и части других помещений размещены современные санитарные комнаты: туалеты, душевая, туалет для маломобильных граждан, также для них с перрона и привокзальной площади построен пандус.
Особенно много пассажиров проезжает через Армавир-Туапсинский в летние периоды, поскольку основным пунктом следования поездов, проходящих через данную станцию, является Черноморское побережье.

## Сообщение по станции

### Пригородное
По состоянию на август 2018 года, по станции ежедневно круглогодично курсируют поезда пригородного сообщения Белореченская — Армавир-Ростовский туда и обратно (утренний), Белореченская — Армавир-Туапсинский туда и обратно (послеобеденный), Тихорецкая — Армавир-Туапсинский туда и обратно (вечерний). Обслуживание электричек осуществляет АО «Кубань-Экспресс» (АО «КЭП»).

### Дальнее
В среднем, летом проходят 20-22 поезда в сутки. На станции Армавир-Туапсинский поезда при следовании из Адлера в Ростов-на-Дону, Москву, Санкт-Петербург меняют свою нумерацию с чётного на нечётный, также в обратном направлении. В зимнее время следует 3 поезда в сутки, а в предпраздничные дни количество поездов регулируется спросом и может увеличиваться до 8-10 поездов в сутки. С 8 декабря 2019 г. курсирует ежедневный скоростной электропоезд «Ласточка», состоящий из 5-ти вагонов, по маршруту Армавир-Ростовский — Имеретинский курорт с остановкой на станции Армавир-Туапсинский. С мая 2022 года поезд «Ласточка» Имеретинский Курорт — Кавказская, с остановкой только на станции Армавир-Туапсинский. С 28 декабря 2020 года открыт новый маршрут Кисловодск — Гагра (в настоящее время не существует). С января 2021 года планировался поезд Москва — Роза Хутор, но не был пущен из-за пандемии коронавирусной инфекции. С мая 2024 года пущен поезд № 571 Махачкала — Адлер, планируется его круглогодичное курсирование.
| Сезонное обращение поездов | Сезонное обращение поездов   | Сезонное обращение поездов | Сезонное обращение поездов   |
| № поезда                   | Маршрут движения             | № поезда                   | Маршрут движения             |
| -------------------------- | ---------------------------- | -------------------------- | ---------------------------- |
| 202/201                    | Москва — Имеретинский курорт | 202/201                    | Имеретинский курорт — Москва |
| 226/225                    | Мурманск — Адлер             | 226/225                    | Адлер — Мурманск             |
| 258/257                    | Печора — Адлер               | 258/257                    | Адлер — Печора               |
| 262/261                    | Архангельск — Адлер          | 262/261                    | Адлер — Архангельск          |
| 452/451                    | Ижевск — Адлер               | 452/451                    | Адлер — Ижевск               |
| 480/479                    | Санкт-Петербург — Сухум      | 480/479                    | Сухум — Санкт-Петербург      |
| 488/487                    | Самара — Сухум               | 488/487                    | Сухум — Самара               |
| 492/491                    | Казань — Адлер               | 492/491                    | Адлер — Казань               |
| 496/495                    | Кострома — Адлер             | 496/495                    | Адлер — Кострома             |
| 542/541                    | Москва — Адлер               | 542/541                    | Адлер — Москва               |
| 548/547                    | Москва — Сухум               | 548/547                    | Сухум — Москва               |
| 550/549                    | Тольятти — Адлер             | 550/549                    | Адлер — Тольятти             |
| 588/587                    | Москва — Имеретинский курорт | 588/587                    | Имеретинский курорт — Москва |
| 602/601                    | Ставрополь — Адлер           | 602/601                    | Адлер — Ставрополь           |
| 638/637                    | Ростов-на-Дону — Адлер       | 638/637                    | Адлер — Ростов-на-Дону       |